# مضمار طوكيو
مضمار طوكيو هو مضمار سباقات خيول يقع في فوتشو ،طوكيو،اليابان. تم بنائه في 1933 ويستوعب 223 ألف متفرج.